# Бреус Сергій Олександрович
Сергі́й Олекса́ндрович Бре́ус — молодший сержант Збройних сил України, учасник російсько-української війни, що загинув у ході російського вторгнення в Україну в 2022 році.

## Життєпис
Сергій Бреус народився 8 лютого 1965 року в Ужгороді на Закарпатті. Загинув 25 березня 2022 року в ході російського вторгнення в Україну в 2022 році.

## Ушанування пам'яті
Керівництво Ужгорода присвоїло звання «Почесний громадянин міста Ужгорода» 22 військовослужбовцям посмертно — за особисту мужність і відвагу, проявлені під час захисту державного суверенітету та територіальної цілісності України, в тому числі й Сергію Бреусу.

## Нагороди
- орден «За мужність» III ступеня (2022, посмертно) — за особисту мужність і самовіддані дії, виявлені у захисті державного суверенітету та територіальної цілісності України, вірність військовій присязі[3]..